# Canon de 194 mle GPF
Canon de 194 mle GPF (Grand Puissance Filloux) – pierwsze francuskie, a drugie na świecie po Gun Carrier Mark I gąsienicowe działo samobieżne. Zaprojektowane pod koniec I wojny światowej przez Louisa Filloux, użyte bojowo zarówno w I jak i w II wojnie światowej.

## Historia powstania
Podobnie jak współczesny mu Gun Carrier Mark I, pojazd powstał w odpowiedzi na wątpliwości czy w przypadku przełamania statycznej linii frontu I wojny światowej i przejścia do wojny manewrowej (a właśnie do takiego zadania zaprojektowano i zbudowano pierwsze czołgi) ciężka artyleria polowa będzie w stanie podążać za szybko nacierającą piechotą i kawalerią. Początkowo eksperymentowano z różnymi pomysłami ale bardzo szybko okazało się, że tylko gąsienicowy układ bieżny może zapewnić odpowiednią mobilność w trudnych warunkach terenowych.
Pierwsze pojazdy tego typu powstały w zakładach firmy Schneider-Creusot, a prace rozwojowe były całkowicie niezależne od ówczesnego francuskiego programu czołgowego. Pierwotnie planowano uzbroić pojazd w armatę 155 mm ale ostatecznie zdecydowano się na długolufową armatę 194 mm.

## Opis konstrukcji
W porównaniu z Gun Carrier Mark I, Canon de 194 był bronią zdecydowanie bardziej udaną, zastosowano szereg oryginalnych rozwiązań takich jak pneumatyczny oporopowrotnik automatycznie dostosowujący się do kąta podniesienia lufy, hamulce hydrauliczne i prosty układ kierowniczy przez co pojazdem mogła kierować tylko jedna osoba (brytyjski Gun Carrier Mark I odziedziczył układ napędowy i sterowniczy z ówczesnych ciężkich czołgów brytyjskich i do jego kierowania potrzebne były cztery osoby – kierowca główny, dwóch „gąsiennicowych” i hamulcowy). Silnik znajdował się w tylnej części pojazdu pod mechanizmem podnoszenia lufy, ale kierowca znajdował się na przodzie pojazdu. Z tyłu Canon de 194 umieszczono mały dźwig do podnoszenia amunicji. Wadą takiego rozwiązania było to, że uniemożliwiało to osiągnięcie maksymalnego kąta elewacji lufy co powodowało zmniejszenie zasięgu armaty ale niezwykła jak na czasy I wojny światowej mobilność pojazdu o tak wielkiej mocy ognia niwelowała częściowo tą wadę.
Uzbrojenie pojazdu stanowiła armata 194 mm, wyprodukowano także kilka egzemplarzy uzbrojonych w moździerz Mortier de 280 (zmodyfikowana wersja Mortier de 280 mm Schneider), w tej wersji pojazd ten nosił oznaczenie M 280 sur chenilles, ale po I wojnie światowej wszystkie pojazdy tej wersji zostały przezbrojone na armatę 194 mm. Maksymalny zasięg działa wynosił prawie 21 km, a pocisk ważył prawie 79 kg.

## Użycie bojowe
Canon de 194 zostały użyte bojowo pod koniec I wojny światowej i około 50 sztuk tej broni było na wyposażeniu Armii Francuskiej w momencie wybuchu II wojny światowej. Po upadku Francji armaty te zostały przejęte przez Wehrmacht, gdzie służyły pod nazwą 19,4 cm Kanone 485 (f) auf Selbstfahrlafette. Były używane głównie do celów szkoleniowych w garnizonach położonych na terenie Francji, ale przynajmniej trzy armaty tego typu były na wyposażeniu 84 Pułku Artylerii Wehrmachtu i zostały użytego bojowo w 1942 na terenie Związku Radzieckiego.